# Haisterkirch
Haisterkirch ist ein Stadtteil von Bad Waldsee im Landkreis Ravensburg mit einer Fläche von 2113 ha und 1519 Einwohnern (Stand: 31. Dezember 2009).

## Lage
Haisterkirch liegt im Naturraum der Riß-Aitrach-Platten (Naturraum-Nr. 41), welche zur Großlandschaft der Donau-Iller-Lech-Platte (Großlandschaft-Nr. 4) gehören. Rund 250 Meter westlich des Dorfes beginnt der Naturraum Oberschwäbisches Hügelland (Naturraum-Nr. 32), der Teil der Großlandschaft Voralpines Hügel- und Moorland (Großlandschaft-Nr. 3) ist.

### Hydrologisch
Haisterkirch liegt im Gewässereinzugsgebiet der Osterhofer Ach, welche lokal auch Haisterbach genannt wird.
Der Tobelbach, der durch den Ortskern fließt, und der Fockentalbach, der am Nordrand den Ort begrenzt, münden am nordöstlichen Rand des Dorfes in die Osterhofer Ach, die über Umlach, Riß und Donau in das Schwarze Meer entwässert.

## Geschichte
Die erste Erwähnung in einer Urkunde war in einer karolingischen Urkunde von 23. Oktober 825 als Folcholtsbaar im Herzogtum Schwaben, wo von dem Ort Haistilingauwe die Rede ist, in dieser vermachten die Söhne des Bussengraf Bertold (II) ihren Besitz der Abtei St. Gallen.
Weitere Erwähnungen von Haisterkirch stammen aus dem 10. Jahrhundert unter Heistinkirchen, Heistinikirche, im Jahr 1275 wurde dann der Name Haisterskilch erwähnt. 1331 kam der Ort mit der Herrschaft von Waldsee an Österreich, bis er 1386 an die Truchsessen von Waldburg verpfändet wurde. 1362 erwarb die Prämonstratenserabtei Rot an der Rot das Patronat in Haisterkirch, zu dem auch Haidgau, Gwigg und Molpertshaus als Filialen gehörten. Der Komponist und spätere letzte Abt des Klosters Rot an der Rot Nikolaus Betscher war von 1785 bis zu seiner Abtswahl 1789 Pfarrer in Haisterkirch. Eine Reihe von Kompositionen von seiner Hand sind während dieser Zeit dort entstanden. Im Jahr 1806 kam Haisterkirch zu Württemberg und gehörte fortan zum Oberamt Waldsee der 1938 endgültig aufgelöst wurde und in den Kreis Ravensburg eingegliedert wurde. Die Gemeinde Haisterkirch wurde zum 1. Januar 1975 nach Bad Waldsee eingemeindet.

### 20. Jahrhundert
9.12.2016: Inbetriebnahme des neuen Hochbehälter in Haisterkirch.

### Geschichte der Feuerwehr
- 1886: Einführung einer Pflichtfeuerwehr[Feuerwehr 1]
- 25.10.1935: Umwandlung der Pflichtfeuerwehr in eine Freiwillige Feuerwehr
- 04.11.1945: Neuaufstellung der Freiwilligen Feuerwehr Haisterkirch nach dem Zweiten Weltkrieg
- 1954: Kauf der ersten Motorspritze mit Transportanhänger Mai
- 1969: Das erste motorbetriebene Fahrzeug, ein Ford Transit mit Tragkraftspritze
- 20. Mai 1984: Einweihung des heutigen Feuerwehrhauses am Umspannwerk

## Gliederung
Zu Haisterkirch gehören die Wohnplätze Kurzes, Bäuerle, Im Heustöckle, Ehrensberg (Eingemeindung 1977), Hittelkofen, Hittisweiler, Osterhofen und der St. Magnushof.

## Öffentliche Einrichtungen

### Abt Hermann Vogler Schule
Die Grundschule in Haisterkirch besteht aus 4 Klassen und wurde nach Abt Hermann Vogler (1680–1749) benannt.

### Kindergarten St. Margret
Der Kindergarten St. Margret befindet sich im Körnerweg 10 (zwischen Turnhalle und Tennisheim).

## Gebäude

### Gottvater-Kapelle
Die im 15. Jahrhundert erbaute Haisterkircher Gottvater-Kapelle (Spitzkapelle), welche ursprünglich an der ehemaligen Straße von Bad Waldsee nach Osterhofen an der Abzweigung nach Haisterkirch lag.
Im Inneren der Rundkapelle, mit einem Durchmesser von etwa 5 Metern, befindet sich Platz für 2–3 Personen. Die schlichte Ausstattung umfasst einen Altar mit einem geschnitzten Gottvater-Bild aus Südtirol, welches ein 1971 gestohlenes Original ersetzt. Geschützt wird das Bild durch ein geschmiedetes Gitter. Die Kapelle hat eine Flachbogentür, eine Rechteckluke, ein achtseitiges Pyramidendach (Hohlziegel) und eine flache Holzfelderdecke. Sie dient Wanderern und Pilgern als Rast- und Besinnungsort und ist Ziel von Wallfahrten. Die Kapelle, deren Ursprünge bis ins 15. Jahrhundert reichen, wurde im 18. Jahrhundert neu erbaut und mehrfach renoviert.

### Ehemaliges Kloster
Das ehemalige Kloster, gegenüber der Kirche, in welchem Schule und Ortsverwaltung befinden, wurde 1736 als Sommersitz der prämonstratensischen Reichsabtei zu Rot an der Rot erbaut.

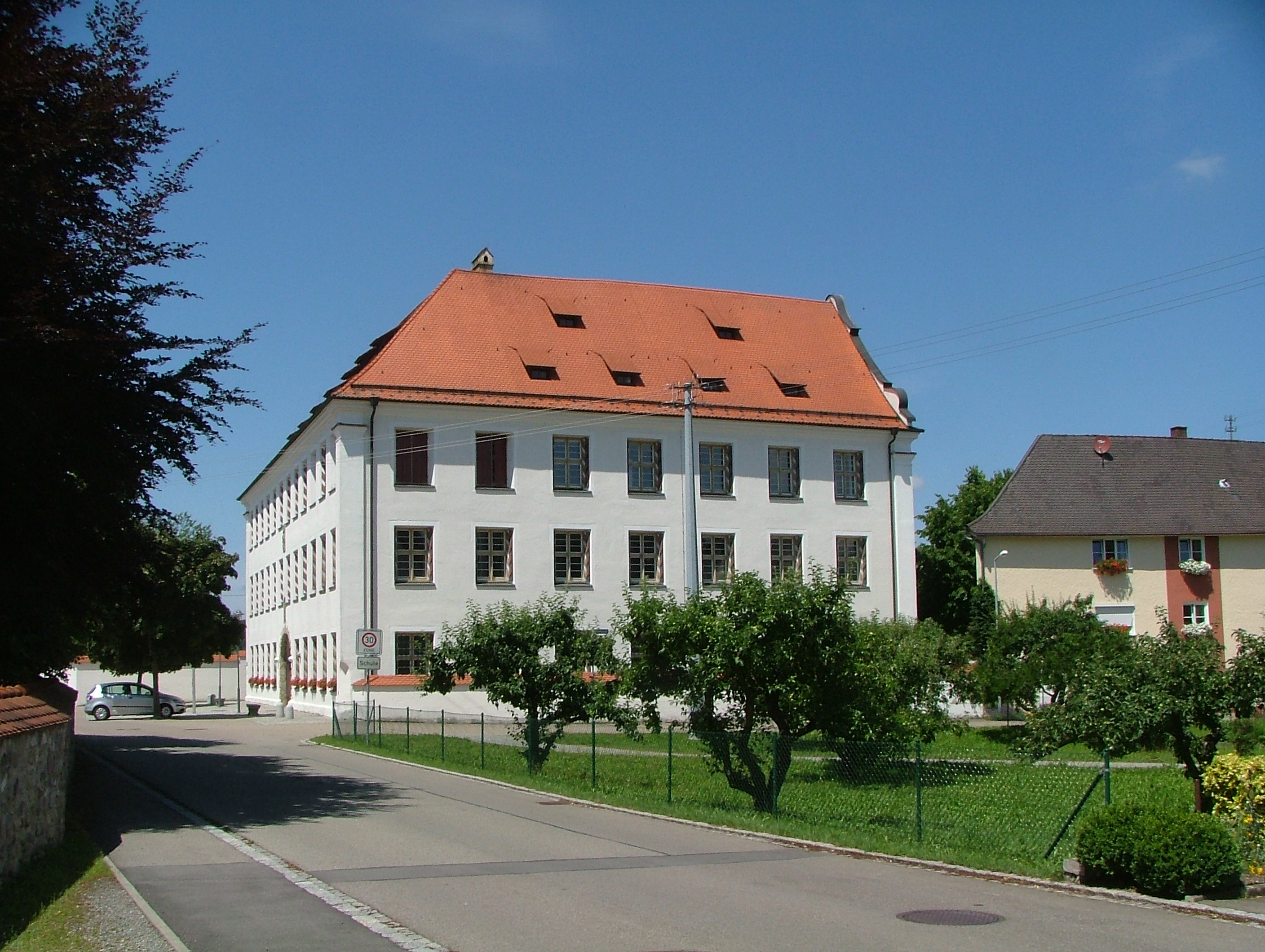
Rathaus Haisterkirch
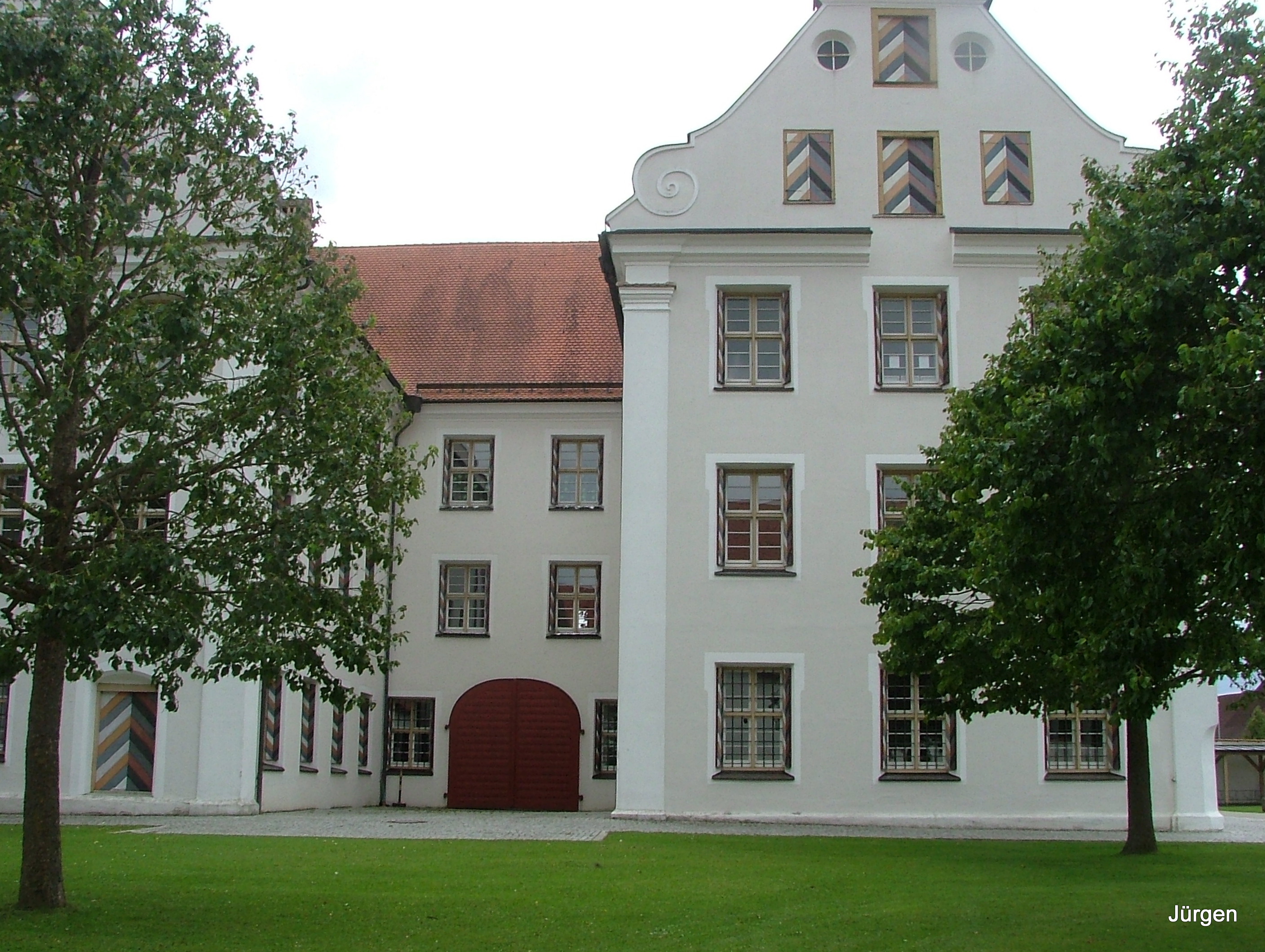
Rückseitiger Eingang
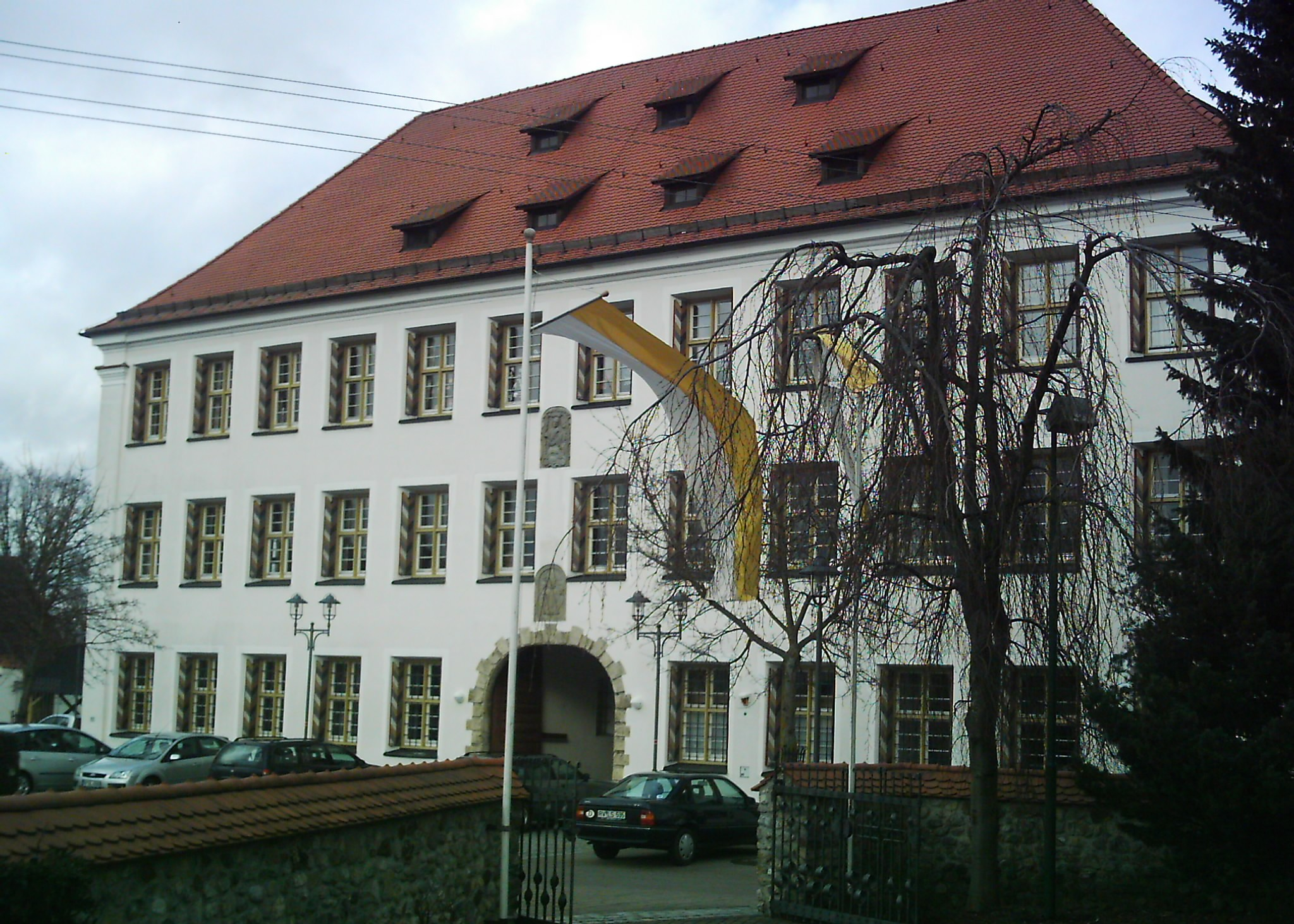
Vorderseite Rathaus

### Sankt Johannes Baptist Pfarr- und Wallfahrtskirche Haisterkirch
Die Geschichte der Kirche St. Johann Baptist reicht bis ins Jahr 805 zurück, als die ursprüngliche Kirche im Heistergau (Heistilingauwe) dem Kloster St. Gallen geschenkt wurde. Im Jahr 926 wurde dieser Bau durch den Ungarneinfall zerstört.
Um das Jahr 1000 erfolgte der Wiederaufbau an gleicher Stelle als sogenannte Basilica Popularis (Leutekirche). Der heutige Name St. Johann Baptist wurde erstmals 1323 urkundlich erwähnt.

Der 10 Meter hohe Glockenturm der Kirche erhielt um 1350/1400 eine weitere Glocke, während die vierte Glocke erst 1463 angeschafft wurde. Die fünfte und bisher letzte Glocke wurde im Zuge der Renovierung des Glockenturmes im Jahr 1995 angebracht.

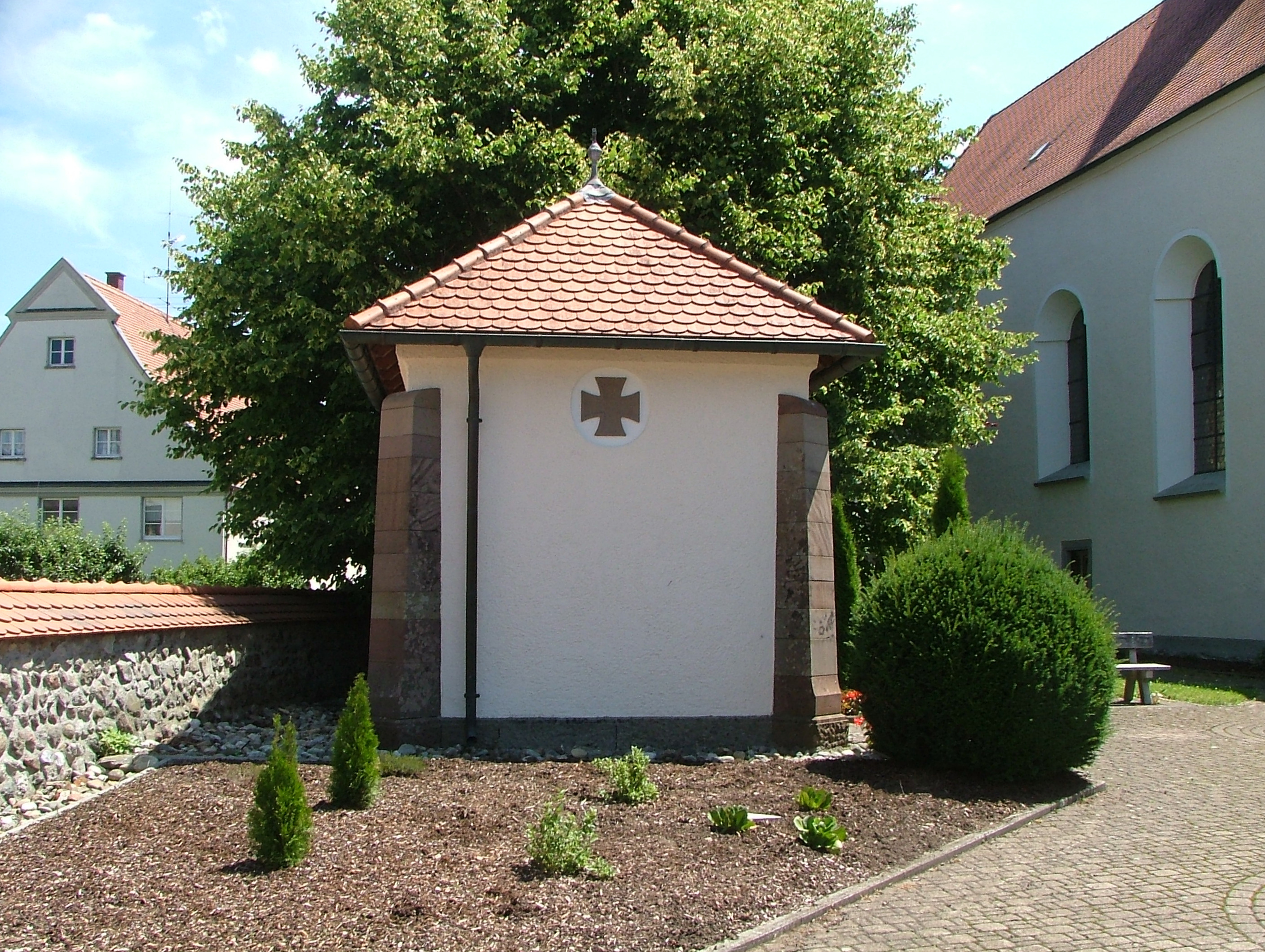
Kriegerdenkmal von Sankt Johann Baptist
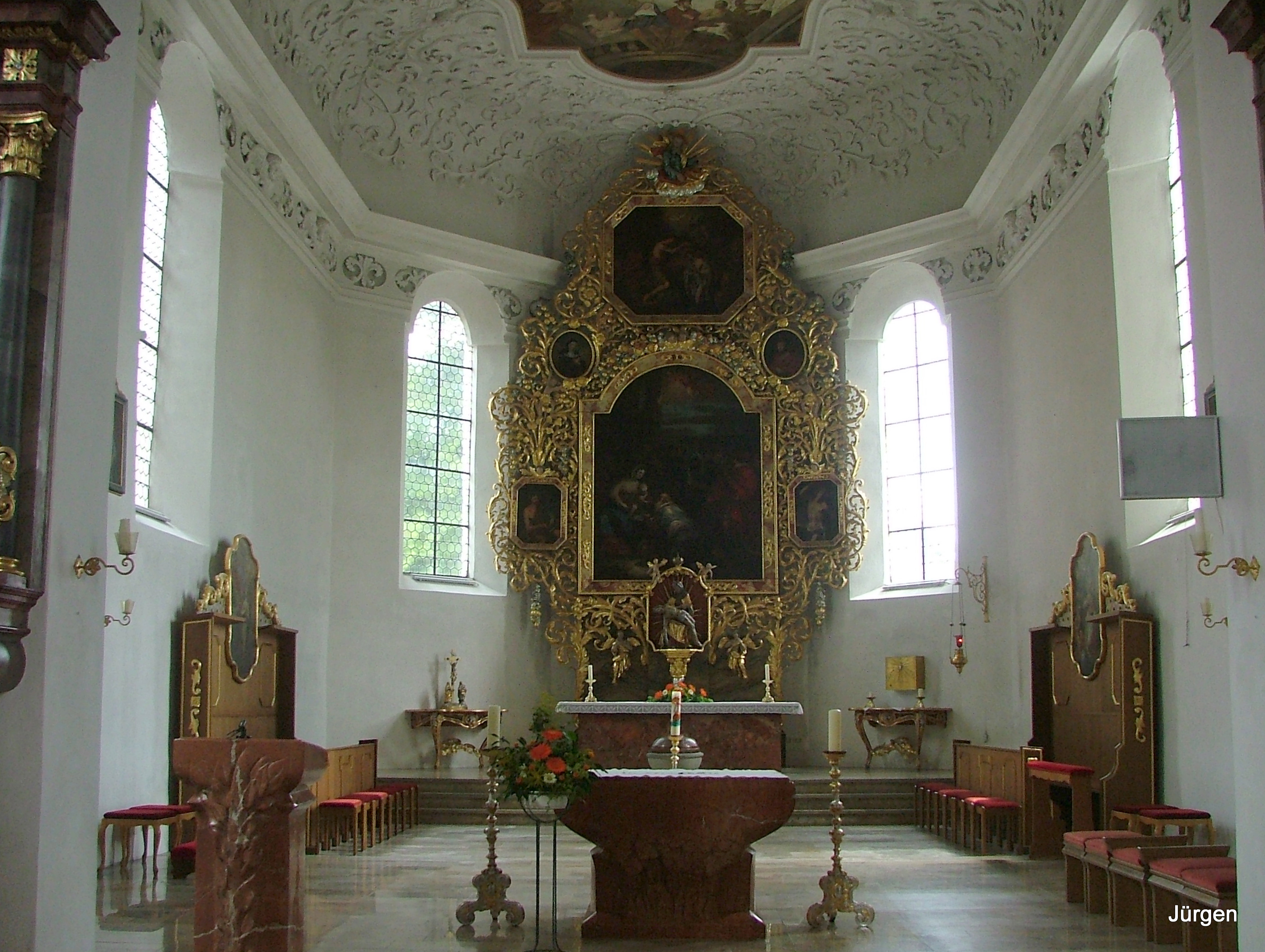
Altarraum von Sankt Johann Baptist
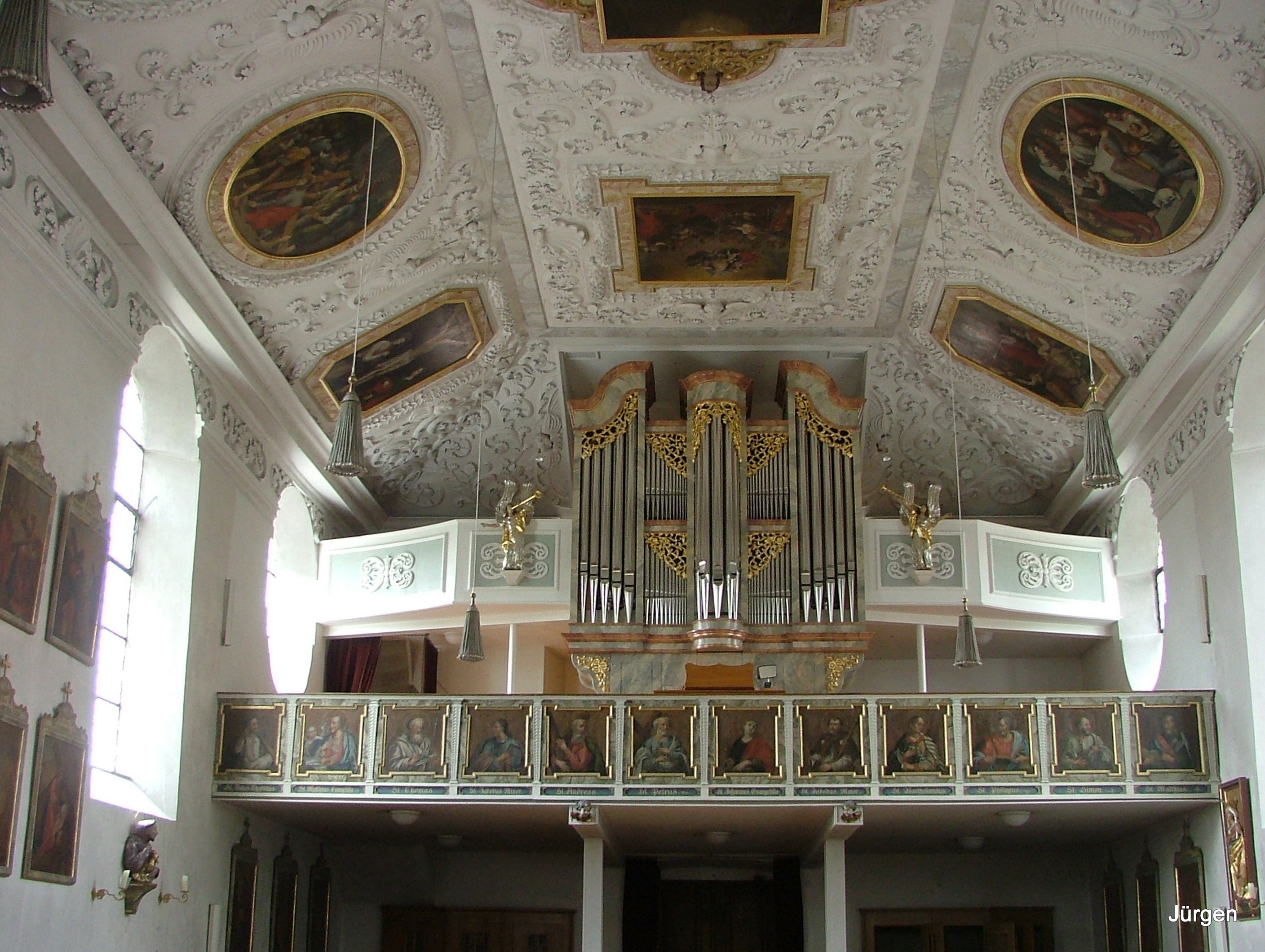
Empore von Sankt Johann Baptist
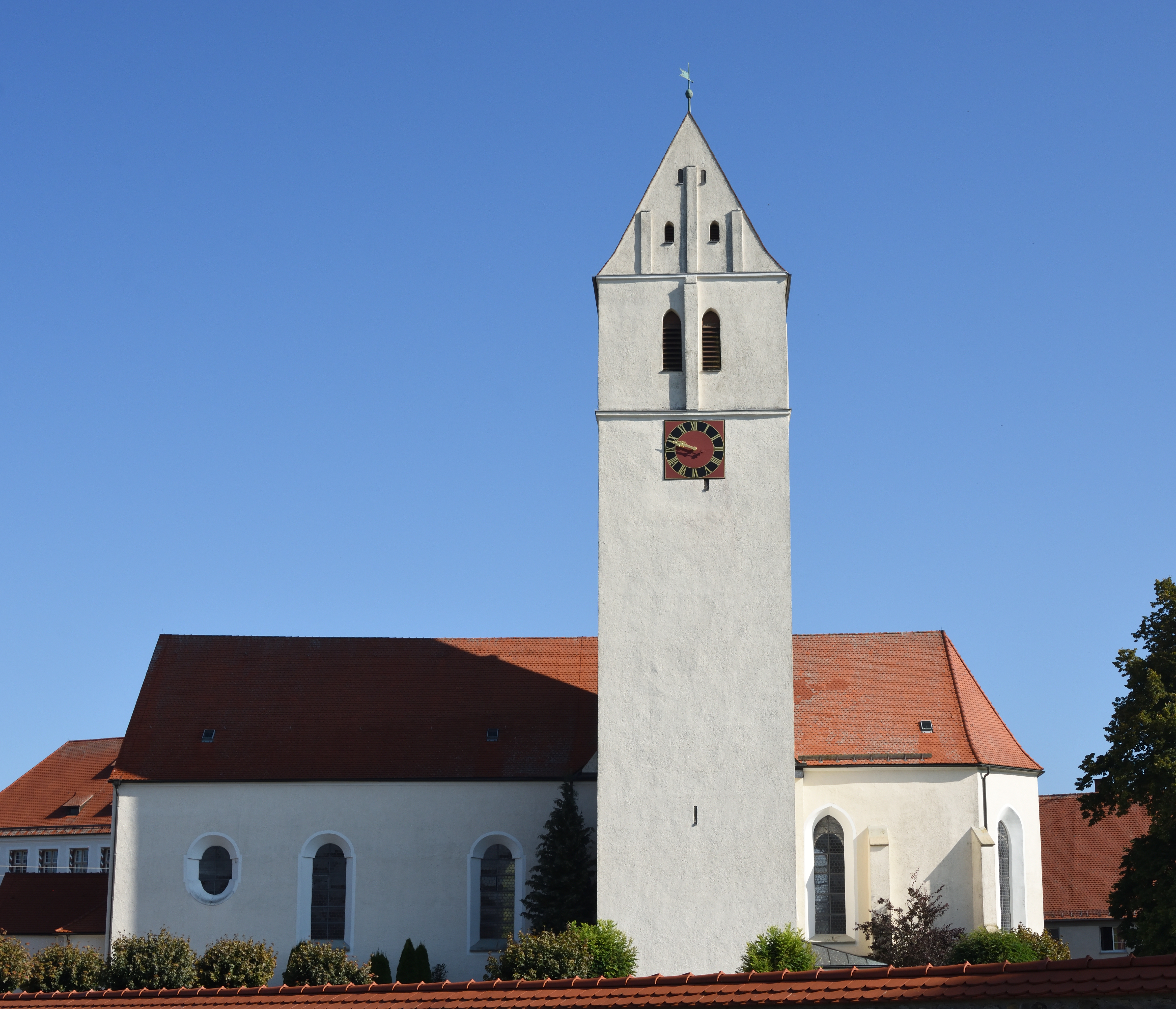
St. Johannes Baptist, Südseite

### St. Wendelinus
Die Wendelinuskapelle befindet sich kurz nach dem Ortsausgang an der Kreisstraße Richtung Hittisweiler.

### Wallfahrtskapelle St. Sebastian
Die erste Erwähnung einer Kapelle ist um 1500; 1741 nach einem Feuer wurde sie neu aufgebaut. 1884 wurde die Kapelle erneut aufgebaut und nur acht Jahre später wurde die heutige Kapelle (die vierte Kapelle an diesem Ort) im Jahr 1892 erbaut, weil die alte für die vielen Pilger zu klein wurde.
Vom Ortskern führt ein Stationenweg den Haisterkircher Rücken bis zur Kapelle hinauf, welche sich auf dem höchsten Punkt von Haisterkirch und somit auch der Stadt Bad Waldsee befindet.
Die Kapelle wurde nach dem Heiligen St. Sebastian benannt, welcher zu den vierzehn Nothelfern gehört.

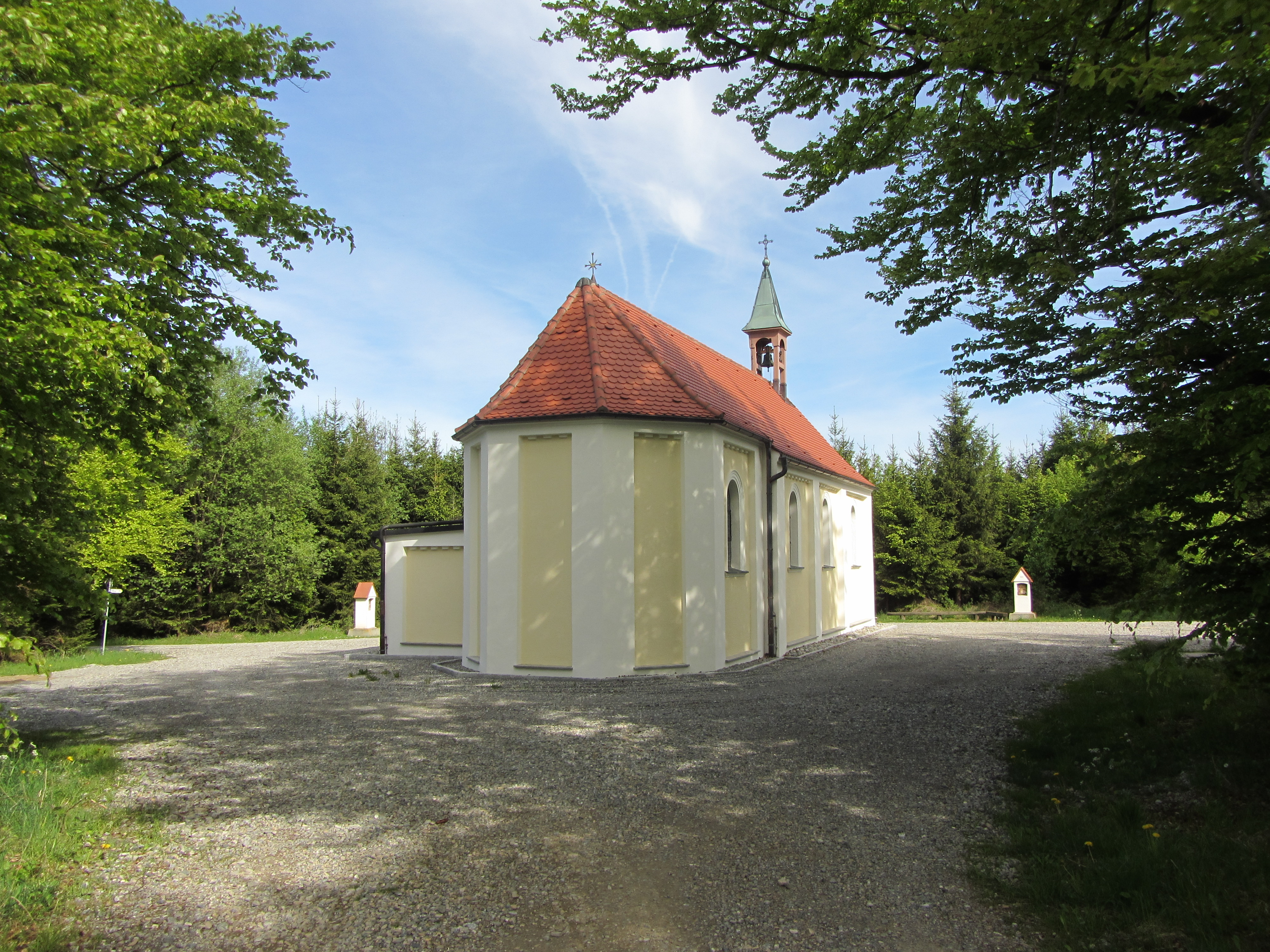
Rückseitige Ansicht von St. Sebastian
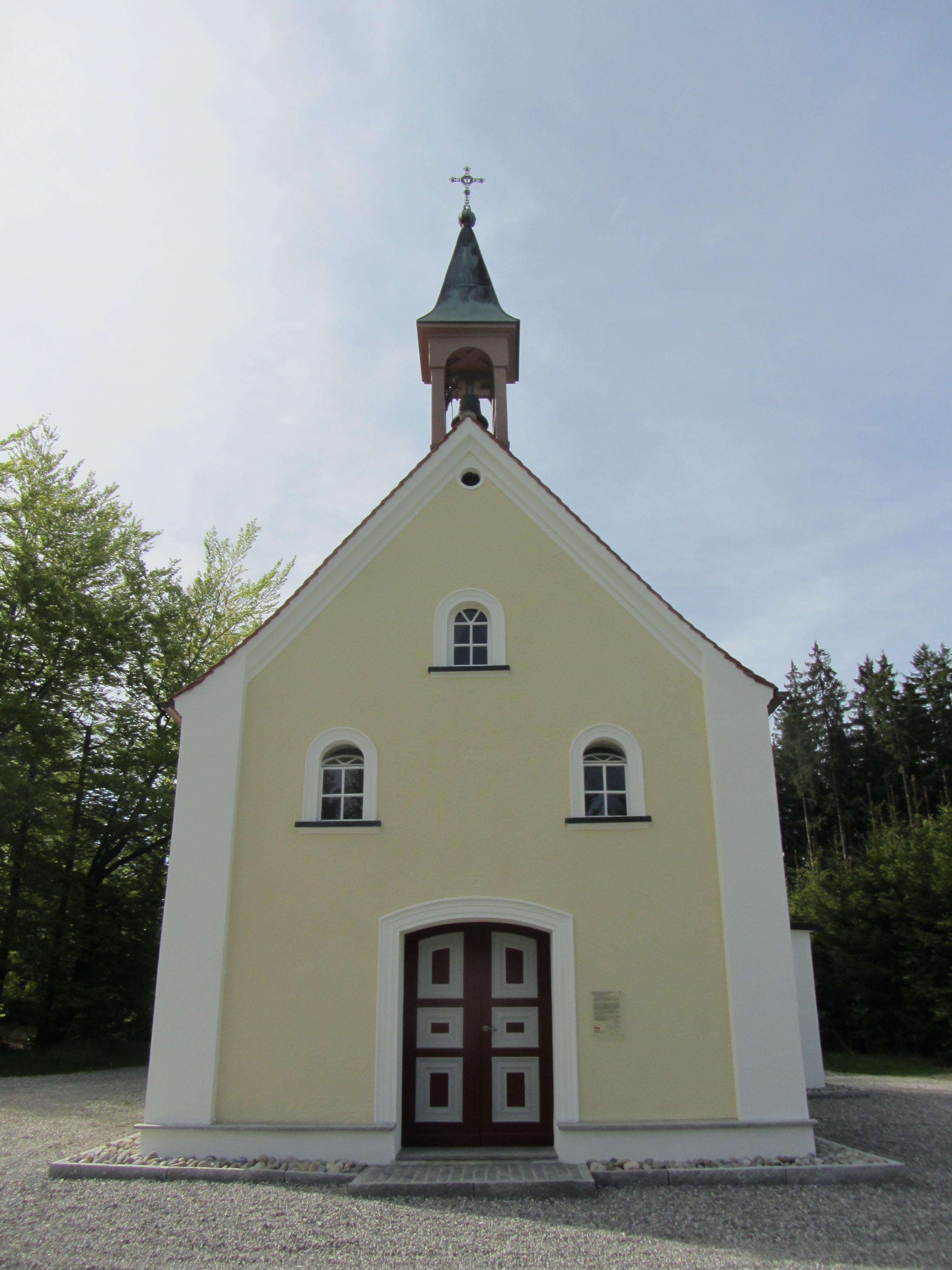
St. Sebastian
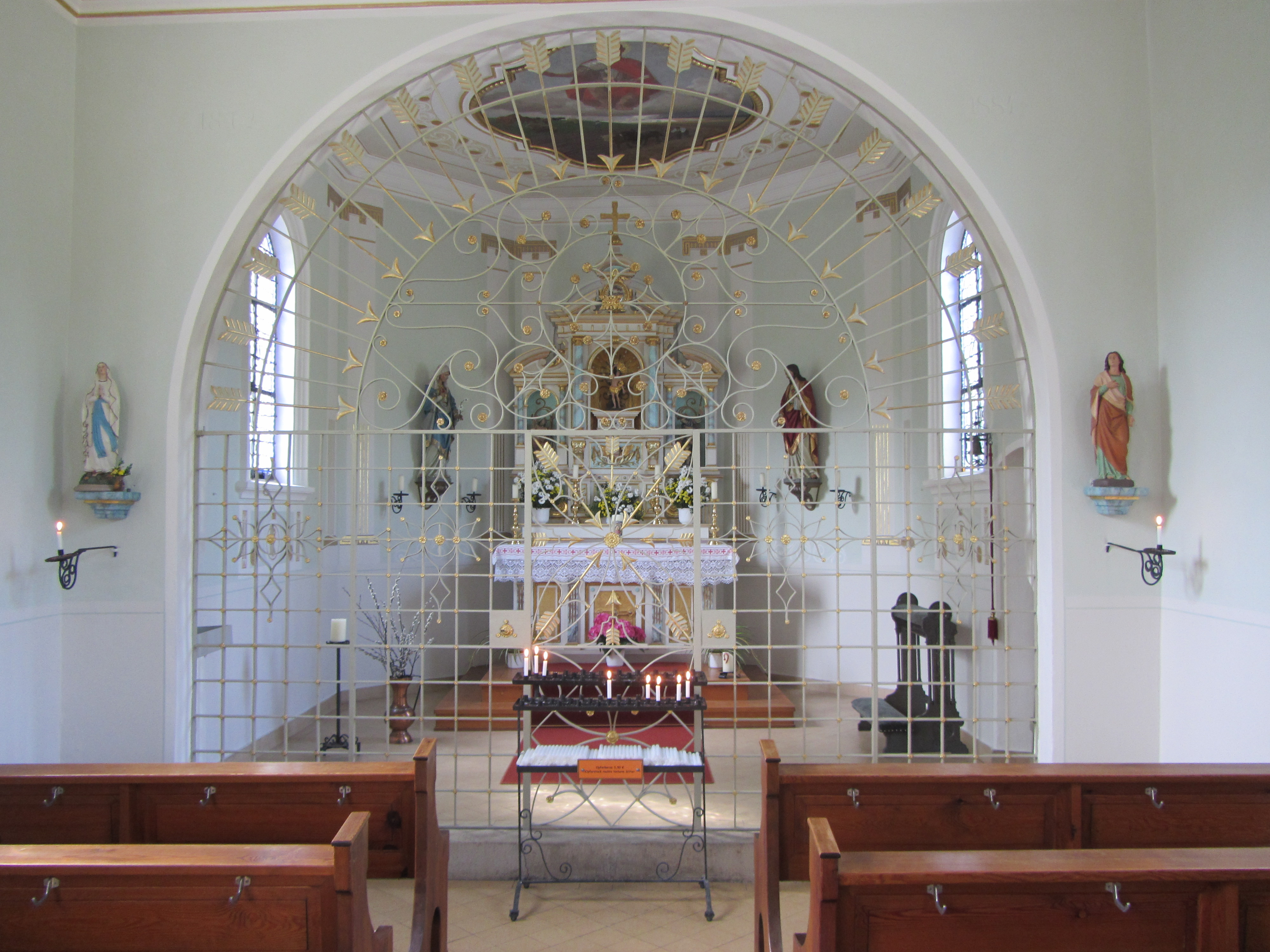
Innenansicht von St. Sebastian
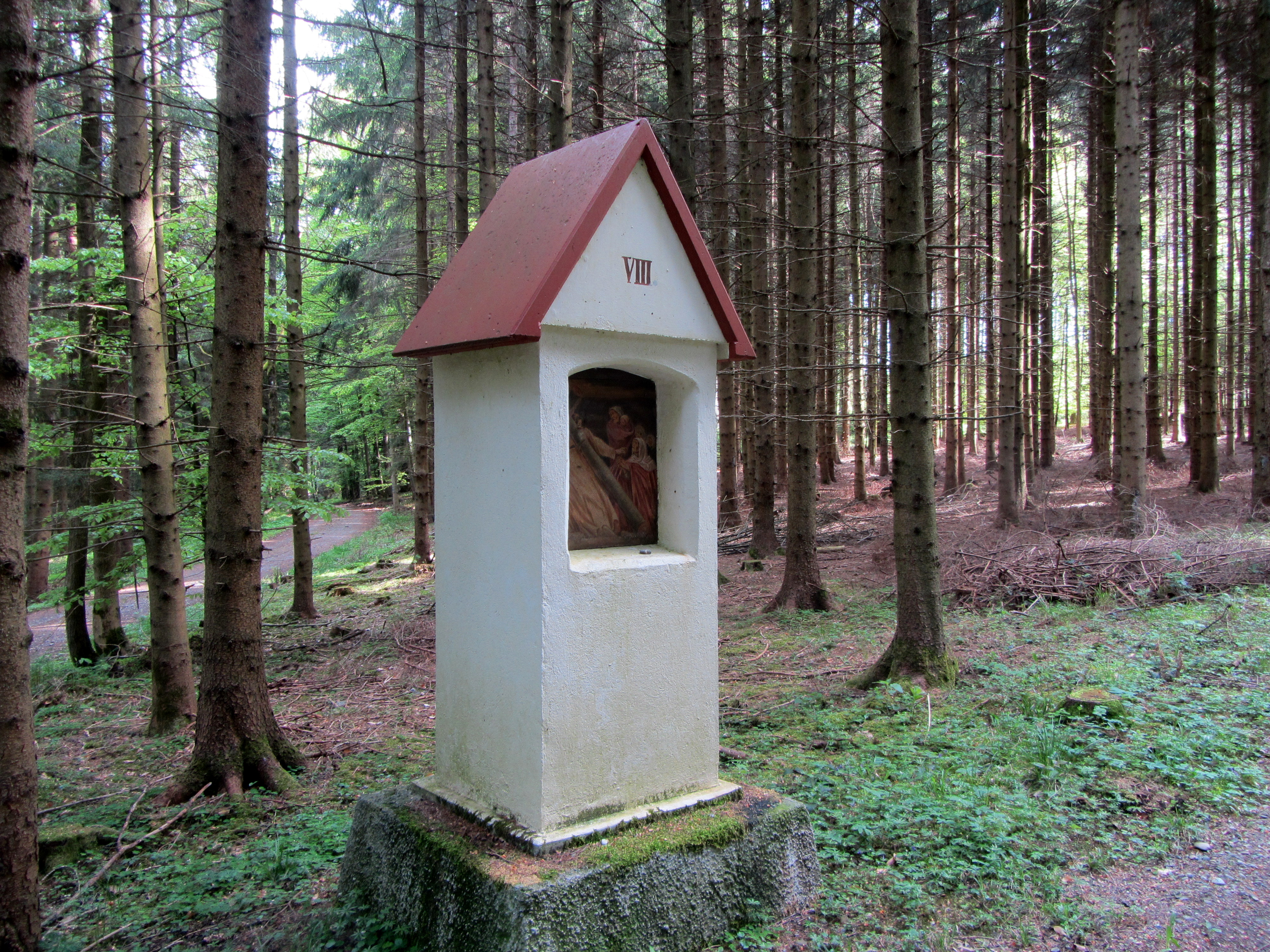
Station vom Stationenweg nach St. Sebastian

## Sportanlagen
Bei der Turn- und Festhalle Haisterkirch stehen Fußballplätze sowie die vier Tennisplätze des SV Haisterkirch zur Verfügung.
Der Saubadtrail, ein Mountainbike-Trail, beginnt am Parkplatz an der L300 in Richtung Bad Waldsee, im Bereich des Schneiderhölzle / Saubad, nach dem er benannt ist. Dieser Trail entstand durch ehrenamtliche Arbeit der Mitglieder des DAV Bad Waldsee in Zusammenarbeit mit der Stadt Bad Waldsee.

## Regelmäßige Veranstaltungen
- 20. Januar, Pilgerung zur Wallfahrtskapelle St. Sebastian[Veranstaltungen 1]
- In der Fasnetszeit veranstaltet die Elterninitiative Haisterkirch in Zusammenarbeit mit der Narrenzunft Osterhofen-Hittelkofen in der Turn- und Festhalle die Kinderfasnet.
- Seit 2017 ist der Start- und Zielpunkt des MTB-Rennens der Sektion Bad Waldsee des Deutschen Alpenvereins, welches erstmal 2017 stattfand, an der Turn- und Festhalle Haisterkirch.[Veranstaltungen 2] Seit 2019 ist das Rennen zudem ein Teil der O.M.V. Cup MTB-Rennserie.[Veranstaltungen 3]
- Die Rollerfreunde Osterhofen veranstalten regelmäßig ein Rollertreffen in Ortschaftsnähe. Hervorgegangen ist das Treffen aus dem Motorradtreffen der Motorradfreunde Haistergau. 2015 feierte das Rollertreffen sein 15. Jubiläum.[Veranstaltungen 4]
- Am Wochenende vor dem 1. Advent finden im Klosterhof die Lichtmomente statt.

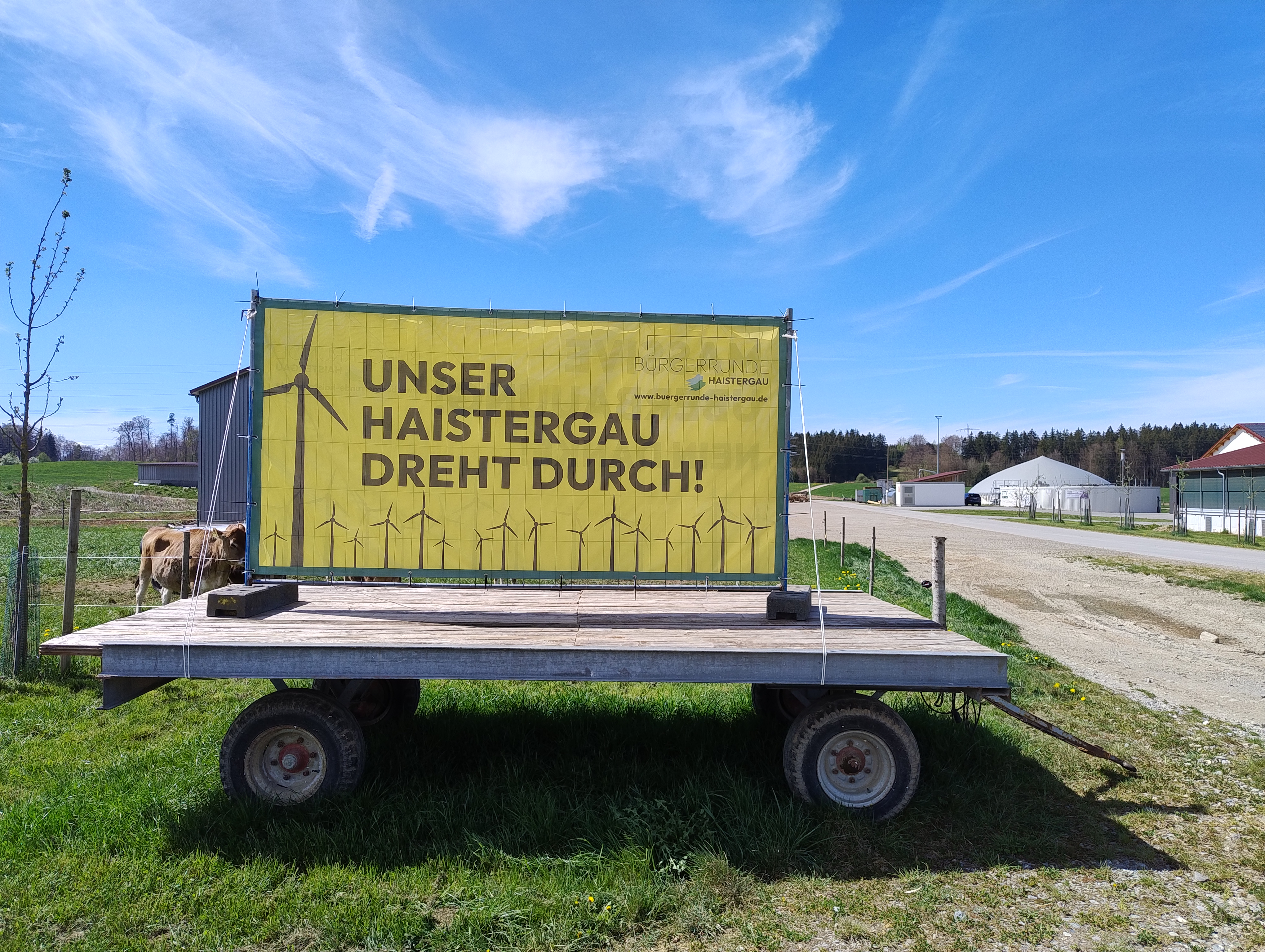
Banner der Bürgerrunde Haistergau

## Vereine
- Bürgerinitiative Lebenswerter Haistergau, gegründet am 3. Februar 1992
- Die Bürgerrunde Haistergau, gegründet im Jahr 2025, ist mit über 60 Bannern im Ort deutlich präsent.[Vereine 1][Vereine 2]
- Feuerwehr Haisterkirch (eine Abteilung der Feuerwehr Bad Waldsee), erster schriftlicher Nachweis 25.11.1833[Vereine 3]
- Musikverein Haisterkirch e. V.
- Sportverein Haisterkirch e. V., gegründet am 7. März 1948 als Fußballverein[Vereine 4]

## Söhne und Töchter des Ortes
- Hilda-Maria Lander (1934–2018), Professorin für Sozialpädagogik in Nürnberg

## Kritische Infrastruktur
Haisterkirch ist ein bedeutender Standort für die regionale Energieversorgung. Hier treffen 110-kV-Stromtrassen und ein modernes Umspannwerk zusammen, das Strom in die umliegende Region verteilt. Zudem verläuft eine Öl-Pipeline sowie eine GasPipeline durch das Gemeindegebiet.

### Umspannwerk Haisterkirch
Das Umspannwerk in Haisterkirch, wurde von 2019 bis 2021 modernisiert. Die Erneuerung umfasste den Neubau eines Betriebsgebäudes mit 20.000-Volt-Mittelspannungs- und 110.000-Volt-Freiluft-Schaltanlagen sowie die Modernisierung der Steuer- und Wirktechnik, des Blitzschutzes und der Hochspannungs-Freileitungen. Um zukünftige Erweiterungen zu ermöglichen, wurde die Mittelspannungs-Schaltanlage mit 8 Reservefeldern ausgestattet. Die Investitionskosten beliefen sich auf über zwölf Millionen Euro.

### 110kv-Leitung
Die 110-kV-Stromtrassen aus Leutkirch, Bad Saulgau und Biberach treffen westlich des Umspannwerks in Haisterkirch zusammen, wobei das Umspannwerk selbst an der Trasse in Richtung Leutkirch liegt.

### Energiegewinnung
- Biogasanlage auf dem Hof Dorn Bohner in Hittisweiler mit 420kw Leistung.[KRITIS 3]
- Biogasanlage auf dem St. Georgshof bei Haisterkirch mit 100kw Leistung.[KRITIS 4], sowie eine Solaranlage mit 1843 Modulen, 755,63 kWp Nennleistung und einer Wechselrichterleistung von 625 kW[KRITIS 5]
- Eine Freiflächensolaranlage ist im Bereich Teichäcker geplant.
- Etwa 15 Windräder in 4 Windparks mit ca. 285 m Gesamthöhe befinden sich auf dem Gemeindegebiet in der Projektierung (Stand: 2025).[KRITIS 6]

### Internet
Im Jahr 2021 initiierten Haisterkirch und Michelwinnaden eine gemeinsame Spendenaktion unter dem Projektnamen „Haisterwinnaden“, um die Realisierung eines schnellen Internetanschlusses zu ermöglichen. Ziel der Aktion war es, rund 160.000 Euro an Spendengeldern aufzubringen, um die erforderliche Infrastruktur zu finanzieren. Die benötigte Summe wurde zügig gesammelt und das Projekt erfolgreich realisiert.

### Trinkwasser
Die Trinkwasserversorgung für den gesamten Stadtteil Haisterkirch erfolgt durch den Wasserversorgungsverband Obere Schussentalgruppe. Die Hauptanbindung beginnt in Haidgau und versorgt die Ortschaften Haisterkirch, Hittelkofen und Osterhofen. Das Wasser wird von Haidgau über den Hochbehälter Haidgau (760 m ü. NHN / 300 m3) geleitet, der sich ebenso wie die wenige hundert Meter entfernt liegende Kapelle St. Sebastiane auf dem höchsten Punkt des Haisterkircher Rückens befindet und an der die Leitungen vorbeiführen, bevor sie weiter entlang des Kreuzwegs den 2016 neu errichteten Hochbehälter Haisterkirch erreichen, von wo aus es weiter in die Haushalte verteilt wird.
Die Weiler Ehrensberg und Hittisweiler werden zunächst über dieselbe Leitung versorgt, die von Haidgau kommt und den Anstieg bis zum Haidgauer Berg überwindet. Auf dem Haidgauer Berg zweigt diese Leitung dann in Richtung Ehrensberg ab und endet schließlich in Hittisweiler.

### Abwasser
Die Abwasserleitung beginnt in Mennisweiler auf der Gemarkung Mittelurbach von Bad Waldsee und verläuft entlang der Kreisstraße K 7933 bis Haisterkirch. Vor Haisterkirch, an der Wendelinuskapelle, mündet die Abwasserleitung von Ehrensberg ein. Von Haisterkirch aus führt die Leitung unterhalb des Asphaltierten Weges an der Osterhofer Ach bis Hittelkofen und anschließend geradewegs zum Pumpwerk Osterhofen. Ab diesem Pumpwerk beschreibt die Leitung einen großen Bogen über den Golfplatz nach Bad Waldsee und endet schließlich im Herrschaftsried an der Straße von Bad Waldsee nach Reute, wo sich die Kläranlage Bad Waldsee befindet. Das System ist als Mischsystem ausgelegt, was bedeutet, dass Schmutz- und Niederschlagswasser gemeinsam in einem Kanal zur Kläranlage transportiert werden.

### Sonstiges
Im westlichen Teil der Gemarkung Haisterkirch verlaufen zwei bedeutende Infrastrukturleitungen in Nord-Süd-Richtung. Sie verlaufen direkt am St.-Georgshof, der als Orientierungspunkt dient, um die ungefähre Lage der Leitungen zu verdeutlichen: Eine Ölleitung verläuft entlang des westlichen Feldwegs des Hofes, und eine Gasleitung entlang des östlichen Feldwegs. Beide Leitungen durchqueren die Gemarkung Haisterkirch in dieser Nord-Süd-Ausrichtung.

## Verkehrsanbindung
Haisterkirch ist durch seine Lage an der Kreuzung der L 300 und der K 7933 an das Verkehrsnetz angebunden.
- Die L 300 verläuft von Westen kommend von aus Bad Waldsee durch Haisterkirch und weiter über Haidgau nach Kimpfler an der L 314.
- Die K 7933 kommt von Norden aus Eggmannsried (an der B 465) und führt über Osterhofen und Hittelkofen durch Haisterkirch und Hittisweiler nach Menisweiler an der L 314.

### Öffentlicher Personennahverkehr
Haisterkirch ist an die Buslinie angebunden, welche von Bad Waldsee über Haisterkirch und Haidgau nach Bad Wurzach führt. Der nächste Bahnhof ist in Bad Waldsee und ist rund 4 km Streckenlänge entfernt.

### Radverkehr
In Richtung Bad Waldsee führt ein asphaltierter Radweg entlang der L 300 direkt, über diesen erreicht man die Stadtmitte nach rund 3,7 km, der Radroutenplaner Baden-Württemberg empfiehlt allerdings Route teilweise geschotterte Route über das Tannenbühl, welche Teil des Radnetz BW und mit grob 4,4 km etwa 700 m länger ist.
Nach Norden führt das Radnetz BW über einen für Radfahrer ausgeschilderten asphaltierten landwirtschaftlichen Weg entlang des Haisterbachs nach Hittelkofen und weiter nach Osterhofen, von wo aus man über den 2023 eröffneten Radweg weiter nach Eggmannsried fahren kann. Über einen Gemeindeverbindungsweg gelangt man über Im Heustöckle und Bäuerle nach Ehrensberg. Dieser Weg wird von Radfahrern gerne zur Überquerung des Haisterkircher Rückens genutzt oder dient als asphaltierte Alternative zur Umfahrung der K 7933 in Richtung Hittisweiler.

## Karten
- Topographische Karte 1:25.000 Nr. 8024 (Landesamt für Geoinformation und Landentwicklung Baden-Württemberg)[10]
- Topographische Karte 1:50.000 Nr. 8124 (Landesamt für Geoinformation und Landentwicklung Baden-Württemberg)[11]
- Topographische Karte 1:100.000 Nr. C8322 (Landesamt für Geoinformation und Landentwicklung Baden-Württemberg)[12]
- Freizeitkarte Biberach 1:50.000 Nr. F528 (Landesamt für Geoinformation und Landentwicklung Baden-Württemberg)[13]
- Radkarte Alb-Donau 1:75.000 Nr. R757 (Landesamt für Geoinformation und Landentwicklung Baden-Württemberg)[14]

### Kritische Infrastruktur
1. 1 2  Flächennutzungsplan Bad Waldsee Bergatreute. Abgerufen am 12. April 2025.
2. ↑  Netze BW GmbH: Modernisierung gut im Plan: Neue Anlagen im Umspannwerk Haisterkirch in Betrieb. Abgerufen am 29. März 2025.
3. ↑  Biogas: Dornbohner. Abgerufen am 30. März 2025.
4. ↑  Wolfgang Heyer: „Matratzen“, Melkkarussell und Weidegang: 360 Milchkühe bekommen neuen Stall. 18. Juni 2022, abgerufen am 30. März 2025.
5. ↑  Einheit Detail | MaStR. Abgerufen am 3. Juni 2025.
6. ↑  Geplante Windkraftanlagen in unserer Region. Abgerufen am 30. März 2025.
7. ↑  „Haisterwinnaden“ will schnell ans Netz. 9. November 2011, abgerufen am 29. März 2025.
8. ↑  ’s Wasserblättle Nr. 14, Dezember 2015. Abgerufen am 14. April 2025.
9. ↑  WVV ::: Wasserversorgungsgebiet. Abgerufen am 12. April 2025.
10. ↑  Kanalisation - Stadtentwässerung Bad Waldsee. Abgerufen am 13. April 2025.

### Geschichte
1. ↑  Hermann Tüchle und Adolf Schahl: 850 Jahre Rot an der Rot, Geschichte und Gestalt. Aufnahmen von Joachim Feist. Sigmaringen, Thorbecke, 1976, S. 15. ISBN 3-7995-4012-1.
2. ↑  Haisterkirch - Altgemeinde~Teilort - Detailseite - LEO-BW. Abgerufen am 11. Juni 2019.
3. ↑  WVV ::: News 2015. Abgerufen am 14. April 2025.

### Feuerwehr
1. ↑  Abteilung Haisterkirch. Abgerufen am 6. April 2025.

### Veranstaltungen
1. ↑  Markus Lorinser: Wallfahrtskapelle St. Sebastian. Abgerufen am 11. Juni 2019.
2. ↑  MTB – Rennen 2019 – DAV Sektion Bad Waldsee. Ehemals im Original (nicht mehr online verfügbar); abgerufen am 12. Juni 2019. (Seite nicht mehr abrufbar. Suche in Webarchiven)
3. ↑  Wolfgang Heyer: Neuerungen beim Mountainbikerennen in Bad Waldsee. 4. Januar 2019, abgerufen am 22. März 2025.
4. ↑  Oliver Hofmann: Rollertreffen der Vespa-Freunde Osterhofen. Ehemals im Original (nicht mehr online verfügbar); abgerufen am 12. Juni 2019. (Seite nicht mehr abrufbar. Suche in Webarchiven)

### Bauwerke
1. ↑  Markus Lorinser: Gottvater-Kapelle / Spitzenkapelle. Abgerufen am 12. Juni 2019.
2. ↑  Spitzenkapelle Gott-Vater-Kapelle Haisterkirch. (PDF) Abgerufen am 30. März 2025.
3. ↑  Grundschule Haisterkirch. Abgerufen am 11. Juni 2019.
4. ↑  Seite:Oberamt Waldsee 155.png – Wikisource. Abgerufen am 26. März 2025.
5. ↑  Markus Lorinser: Tabellarische Kirchengeschichte der Pfarr- und Wallfahrtskirche St. Johannes Baptist / Haisterkirch. Abgerufen am 11. Juni 2019.
6. ↑  Haisterkirch - Altgemeinde~Teilort - Detailseite - LEO-BW. Abgerufen am 11. Juni 2019.
7. ↑  Markus Lorinser: Die Baugeschichte der Pfarr- und Wallfahrtskirche Haisterkirch. Abgerufen am 12. Juni 2019.
8. ↑  Markus Lorinser: Wallfahrtskapelle St. Sebastian. Abgerufen am 11. Juni 2019.

### Vereine
1. ↑  Wolfgang Heyer: Neu gegründete Bürgerrunde will mehr Informationen zu geplanten Windrädern. 9. März 2025, abgerufen am 20. April 2025.
2. ↑  Gerhard Reischmann: Bürgerrunde Haistergau hat Banner aufgestellt. In: dieBildschirmzeitung. 17. März 2025, abgerufen am 20. April 2025.
3. ↑  Tobias Forcher: Haisterkirch. Archiviert vom Original (nicht mehr online verfügbar) am 18. Januar 2025; abgerufen am 23. März 2025 (deutsch).
4. ↑  Verein – SV Haisterkirch. Abgerufen am 23. März 2025.

### Sonstige
1. ↑  Karte: Naturräume - Daten- und Kartendienst der LUBW. Abgerufen am 13. August 2025.
2. ↑  Karte: Gewässer und Gewässereinzugsgebiete - Daten- und Kartendienst der LUBW. Abgerufen am 13. August 2025.
3. 1 2  Haisterkirch. Abgerufen am 11. Juni 2019.
4. ↑  Markus Lorinser: Die Baugeschichte der Pfarr- und Wallfahrtskirche Haisterkirch. Abgerufen am 12. Juni 2019.
5. ↑  Radroutenplaner Baden-Württemberg - Radroute Banhof Bad Waldsee. Abgerufen am 16. August 2025.
6. ↑  Radroutenplaner Baden-Württemberg - Route über das Tannenbühl nach Bad Waldsee. Abgerufen am 16. August 2025.
7. ↑  Radroutenplaner Baden-Württemberg - Route über den Radweg nach Bad Waldsee. Abgerufen am 16. August 2025.
8. ↑  Karin Kiesel: Bad Waldsee und Bad Wurzach feiern den neuen Radweg. 6. Juni 2023, abgerufen am 16. August 2025.
9. ↑  Übersichtskarte Süd der TK 25. Archiviert vom Original (nicht mehr online verfügbar) am 6. Juni 2019; abgerufen am 6. Juni 2019.  Info: Der Archivlink wurde automatisch eingesetzt und noch nicht geprüft. Bitte prüfe Original- und Archivlink gemäß Anleitung und entferne dann diesen Hinweis.
10. ↑  Übersichtskarte Süd der TK 50. Archiviert vom Original (nicht mehr online verfügbar) am 6. Juni 2019; abgerufen am 6. Juni 2019.  Info: Der Archivlink wurde automatisch eingesetzt und noch nicht geprüft. Bitte prüfe Original- und Archivlink gemäß Anleitung und entferne dann diesen Hinweis.
11. ↑  Übersichtskarte der Topographische Karten 1:100 000. Archiviert vom Original (nicht mehr online verfügbar) am 6. Juni 2019; abgerufen am 6. Juni 2019.  Info: Der Archivlink wurde automatisch eingesetzt und noch nicht geprüft. Bitte prüfe Original- und Archivlink gemäß Anleitung und entferne dann diesen Hinweis.
12. ↑  Informationen zur Freizeitkartenserie. Archiviert vom Original (nicht mehr online verfügbar) am 27. September 2019; abgerufen am 27. September 2019.  Info: Der Archivlink wurde automatisch eingesetzt und noch nicht geprüft. Bitte prüfe Original- und Archivlink gemäß Anleitung und entferne dann diesen Hinweis.
13. ↑  Informationen zur neuen Radkartenserie 1: 75 000. Archiviert vom Original (nicht mehr online verfügbar) am 27. September 2019; abgerufen am 27. September 2019.  Info: Der Archivlink wurde automatisch eingesetzt und noch nicht geprüft. Bitte prüfe Original- und Archivlink gemäß Anleitung und entferne dann diesen Hinweis.

Ankenreute |
Arisheim |
Atzenreute |
Bäuerle |
Dinnenried |
Dinnenried |
Durlesbach |
Ehrensberg |
Englerts |
Enzisreute |
Gaisbeuren |
Graben |
Greut |
Haisterkirch |
Haldenhof |
Haldensäge |
Haslanden |
Hifringen |
Hittelkofen |
Hittisweiler |
Hopfenweiler |
Im Heustöckle |
Kohhaus |
Kümmerazhofen |
Kurzes |
Lenatweiler |
Magenhaus |
Mattenhaus |
Mennisweiler |
Michelberg |
Michelwinnaden |
Mittelurbach |
Neuurbach |
Obermöllenbronn |
Oberurbach |
Osterhofen |
Reichertshaus |
Reute |
Schellenberg |
Schlupfen |
Seeden |
St. Magnushof |
Stadel |
Steinach |
Steinenberg |
Tobel |
Untermöllenbronn |
Unterurbach |
Volkertshaus |
Vorderurbach |
Wolpertsheim